# Östkaribiska centralbanken
Den östkaribiska centralbanken etablerades 1983 och är den monetära institution som reglerar valuta och penningpolitik i åtta önationer i Karibien: Antigua och Barbuda, Dominica, Grenada, St Kitts och Nevis, Saint Lucia, St Vincent och Anguilla samt Montserrat - de två sista tillhör Storbritannien. Banken verkar bl.a. för gemensam valuta, ett oinskränkt flöde av denna valuta och gemensam valutareserv. Bankens huvudkontor ligger på St Kitts och Nevis.